# Tännesberg
Tännesberg è un comune tedesco di 1 544 abitanti, situato nel land della Baviera.